# Kvalifikace na Mistrovství světa ve fotbale 1998 (UEFA) – skupina 9
Zápasy této kvalifikační skupiny na Mistrovství světa ve fotbale 1998 se konaly v letech 1996 a 1997. Ze šesti účastníků si postup na závěrečný turnaj zajistil vítěz skupiny. Druhý tým skupiny hrál buď baráž, nebo postoupil také přímo (pokud byl nejlepší v žebříčku týmů na druhých místech).

## Tabulka
| Poř. | Tým           | B  | Z  | V | R | P | VG | IG | +/- |
| ---- | ------------- | -- | -- | - | - | - | -- | -- | --- |
| 1    | Německo       | 22 | 10 | 6 | 4 | 0 | 23 | 9  | 14  |
| 2    | Ukrajina      | 20 | 10 | 6 | 2 | 2 | 10 | 6  | 4   |
| 3    | Portugalsko   | 19 | 9  | 5 | 4 | 1 | 12 | 4  | 8   |
| 4    | Arménie       | 8  | 10 | 1 | 5 | 4 | 8  | 17 | -9  |
| 5    | Severní Irsko | 7  | 9  | 1 | 4 | 5 | 6  | 10 | -4  |
| 6    | Albánie       | 4  | 10 | 1 | 1 | 8 | 7  | 20 | -13 |

## Zápasy
| 31. srpna 1996 |        |            |                                                                    |
| Severní Irsko  | 0 – 1  | Ukrajina   | Windsor Park, Belfast diváci: 9 358 rozhodčí: Alain Sars (Francie) |
|                | Report | Rebrov 79' | Windsor Park, Belfast diváci: 9 358 rozhodčí: Alain Sars (Francie) |

| 31. srpna 1996 |        |             |                                                                           |
| Arménie        | 0 – 0  | Portugalsko | Hrazdan Stadium, Jerevan diváci: 6 015 rozhodčí: Karol Ihring (Slovensko) |
|                | Report |             | Hrazdan Stadium, Jerevan diváci: 6 015 rozhodčí: Karol Ihring (Slovensko) |

| 5. října 1996         |        |                   |                                                                        |
| Ukrajina              | 2 – 1  | Portugalsko       | Olimpiysky, Kyjev diváci: 51 385 rozhodčí: Kim Milton Nielsen (Dánsko) |
| Popov 4' Maksymov 88' | Report | João V. Pinto 83' | Olimpiysky, Kyjev diváci: 51 385 rozhodčí: Kim Milton Nielsen (Dánsko) |

| 5. října 1996 |        |                |                                                                            |
| Severní Irsko | 1 – 1  | Arménie        | Windsor Park, Belfast diváci: 8 357 rozhodčí: Krste Danilovski (Makedonie) |
| Lennon 29'    | Report | Assadourian 8' | Windsor Park, Belfast diváci: 8 357 rozhodčí: Krste Danilovski (Makedonie) |

| 9. října 1996 |        |                                                   |                                                                              |
| Arménie       | 1 – 5  | Německo                                           | Hrazdan Stadium, Jerevan diváci: 42 000 rozhodčí: Pierluigi Collina (Itálie) |
| Mikaelyan 85' | Report | Häßler 20', 39' Klinsmann 26' Bobić 69' Kuntz 81' | Hrazdan Stadium, Jerevan diváci: 42 000 rozhodčí: Pierluigi Collina (Itálie) |

| 9. října 1996 |        |                                   |                                                                    |
| Albánie       | 0 – 3  | Portugalsko                       | Qemal Stafa, Tirana diváci: 16 000 rozhodčí: Oguz Sarvan (Turecko) |
|               | Report | Figo 10' Hélder 75' Rui Costa 88' | Qemal Stafa, Tirana diváci: 16 000 rozhodčí: Oguz Sarvan (Turecko) |

| 9. listopadu 1996 |        |               |                                                                          |
| Německo           | 1 – 1  | Severní Irsko | Frankenstadion, Norimberk diváci: 40 800 rozhodčí: Ahmet Çakar (Turecko) |
| Möller 40'        | Report | Taggart 38'   | Frankenstadion, Norimberk diváci: 40 800 rozhodčí: Ahmet Çakar (Turecko) |

| 9. listopadu 1996  |        |          |                                                                          |
| Portugalsko        | 1 – 0  | Ukrajina | Estádio das Antas, Porto diváci: 19 106 rozhodčí: Leif Sundell (Švédsko) |
| Fernando Couto 58' | Report |          | Estádio das Antas, Porto diváci: 19 106 rozhodčí: Leif Sundell (Švédsko) |

| 9. listopadu 1996 |        |                   |                                                                       |
| Albánie           | 1 – 1  | Arménie           | Qemal Stafa, Tirana diváci: 7 000 rozhodčí: Fritz Stuchlik (Rakousko) |
| Franholli 57'     | Report | Ter-Petrosyan 90' | Qemal Stafa, Tirana diváci: 7 000 rozhodčí: Fritz Stuchlik (Rakousko) |

| 14. prosince 1996 |        |         |                                                                         |
| Portugalsko       | 0 – 0  | Německo | Estádio da Luz, Lisabon diváci: 50 000 rozhodčí: Sándor Puhl (Maďarsko) |
|                   | Report |         | Estádio da Luz, Lisabon diváci: 50 000 rozhodčí: Sándor Puhl (Maďarsko) |

| 14. prosince 1996 |        |         |                                                                       |
| Severní Irsko     | 2 – 0  | Albánie | Windsor Park, Belfast diváci: 7 935 rozhodčí: Andreas Georgiou (Kypr) |
| Dowie 12', 21'    | Report |         | Windsor Park, Belfast diváci: 7 935 rozhodčí: Andreas Georgiou (Kypr) |

| 29. března 1997 |        |            |                                                                                    |
| Albánie         | 0 – 1  | Ukrajina   | Estadio Nuevo Los Cármenes, Granada diváci: 9 395 rozhodčí: John McDermott (Irsko) |
|                 | Report | Rebrov 40' | Estadio Nuevo Los Cármenes, Granada diváci: 9 395 rozhodčí: John McDermott (Irsko) |

| 29. března 1997 |        |             |                                                                         |
| Severní Irsko   | 0 – 0  | Portugalsko | Windsor Park, Belfast diváci: 10 500 rozhodčí: Graziano Cesari (Itálie) |
|                 | Report |             | Windsor Park, Belfast diváci: 10 500 rozhodčí: Graziano Cesari (Itálie) |

| 2. dubna 1997          |        |                       |                                                                                    |
| Albánie                | 2 – 3  | Německo               | Estadio Nuevo Los Cármenes, Granada diváci: 9 780 rozhodčí: Michel Piraux (Belgie) |
| Kola 61', 90+2' (pen.) | Report | Kirsten 63', 80', 83' | Estadio Nuevo Los Cármenes, Granada diváci: 9 780 rozhodčí: Michel Piraux (Belgie) |

| 2. dubna 1997            |        |               |                                                                   |
| Ukrajina                 | 2 – 1  | Severní Irsko | Olimpiyskiy, Kyjev diváci: 85 000 rozhodčí: Václav Krondl (Česko) |
| Kosovsky 3' Ševčenko 70' | Report | Dowie 14'     | Olimpiyskiy, Kyjev diváci: 85 000 rozhodčí: Václav Krondl (Česko) |

| 30. dubna 1997          |        |          |                                                                     |
| Německo                 | 2 – 0  | Ukrajina | Weserstadion, Brémy diváci: 34 000 rozhodčí: Anders Frisk (Švédsko) |
| Bierhoff 62' Basler 71' | Report |          | Weserstadion, Brémy diváci: 34 000 rozhodčí: Anders Frisk (Švédsko) |

| 30. dubna 1997 |        |               |                                                                               |
| Arménie        | 0 – 0  | Severní Irsko | Hrazdan Stadium, Jerevan diváci: 10 000 rozhodčí: Karl-Erik Nilsson (Švédsko) |
|                | Report |               | Hrazdan Stadium, Jerevan diváci: 10 000 rozhodčí: Karl-Erik Nilsson (Švédsko) |

| 7. května 1997 |        |               |                                                                       |
| Ukrajina       | 1 – 1  | Arménie       | Olimpiyskiy, Kyjev diváci: 50 000 rozhodčí: Atanas Uzunov (Bulharsko) |
| Ševčenko 6'    | Report | Petrosyan 77' | Olimpiyskiy, Kyjev diváci: 50 000 rozhodčí: Atanas Uzunov (Bulharsko) |

| 7. června 1997 |        |         |                                                                     |
| Ukrajina       | 0 – 0  | Německo | Olimpyskiy, Kyjev diváci: 63 000 rozhodčí: László Vágner (Maďarsko) |
|                | Report |         | Olimpyskiy, Kyjev diváci: 63 000 rozhodčí: László Vágner (Maďarsko) |

| 7. června 1997             |        |         |                                                                        |
| Portugalsko                | 2 – 0  | Albánie | Estadio das Antas, Porto diváci: 25 000 rozhodčí: Terje Hauge (Norsko) |
| João V. Pinto 14' Figo 70' | Report |         | Estadio das Antas, Porto diváci: 25 000 rozhodčí: Terje Hauge (Norsko) |

| 20. srpna 1997 |        |                        |                                                                                     |
| Severní Irsko  | 1 – 3  | Německo                | Windsor Park, Belfast diváci: 12 037 rozhodčí: José María García-Aranda (Španělsko) |
| Hughes 59'     | Report | Bierhoff 72', 77', 78' | Windsor Park, Belfast diváci: 12 037 rozhodčí: José María García-Aranda (Španělsko) |

| 20. srpna 1997 |        |         |                                                                      |
| Ukrajina       | 1 – 0  | Albánie | Olimpiyskiy, Kyjev diváci: 30 000 rozhodčí: Ľuboš Micheľ (Slovensko) |
| Rebrov 86'     | Report |         | Olimpiyskiy, Kyjev diváci: 30 000 rozhodčí: Ľuboš Micheľ (Slovensko) |

| 20. srpna 1997                          |        |                 |                                                                            |
| Portugalsko                             | 3 – 1  | Arménie         | Estadio do Bonfim, Setúbal diváci: 16 000 rozhodčí: Marcel Lica (Rumunsko) |
| Domingos 23' Figo 31' Pedro Barbosa 55' | Report | Assadourian 46' | Estadio do Bonfim, Setúbal diváci: 16 000 rozhodčí: Marcel Lica (Rumunsko) |

| 6. září 1997 |        |             |                                                                      |
| Německo      | 1 – 1  | Portugalsko | Olympiastadion, Berlín diváci: 75 800 rozhodčí: Marc Batta (Francie) |
| Kirsten 80'  | Report | Barbosa 70' | Olympiastadion, Berlín diváci: 75 800 rozhodčí: Marc Batta (Francie) |

| 6. září 1997                                     |        |         |                                                                                |
| Arménie                                          | 3 – 0  | Albánie | Hrazdan Stadium, Jerevan diváci: 5 000 rozhodčí: Miroslav Radoman (Jugoslávie) |
| Vardanyan 56' Assadourian 81' Avalyan 87' (pen.) | Report |         | Hrazdan Stadium, Jerevan diváci: 5 000 rozhodčí: Miroslav Radoman (Jugoslávie) |

| 10. září 1997                               |        |         |                                                                              |
| Německo                                     | 4 – 0  | Arménie | Westfalenstadion, Dortmund diváci: 43 000 rozhodčí: Peter Mikkelsen (Dánsko) |
| Klinsmann 70', 84' Häßler 85' Kirsten 90+1' | Report |         | Westfalenstadion, Dortmund diváci: 43 000 rozhodčí: Peter Mikkelsen (Dánsko) |

| 10. září 1997 |        |               |                                                                       |
| Albánie       | 1 – 0  | Severní Irsko | Hardturm, Curych diváci: 2 650 rozhodčí: Roger Philippi (Lucembursko) |
| Haxhi 65'     | Report |               | Hardturm, Curych diváci: 2 650 rozhodčí: Roger Philippi (Lucembursko) |

| 11. října 1997                             |        |                                    |                                                                               |
| Německo                                    | 4 – 3  | Albánie                            | Niedersachsenstadion, Hanover diváci: 44 522 rozhodčí: Rune Pedersen (Norsko) |
| Helmer 64' Bierhoff 78', 90' Marschall 85' | Report | Kohler 55' (vl.) Tare 80' Vata 87' | Niedersachsenstadion, Hanover diváci: 44 522 rozhodčí: Rune Pedersen (Norsko) |

| 11. října 1997 |        |                           |                                                                               |
| Arménie        | 0 – 2  | Ukrajina                  | Hrazdan Stadium, Jerevan diváci: 7 500 rozhodčí: Manuel Díaz Vega (Španělsko) |
|                | Report | Ševčenko 33' Maksymov 54' | Hrazdan Stadium, Jerevan diváci: 7 500 rozhodčí: Manuel Díaz Vega (Španělsko) |

| 11. října 1997 |        |               |                                                                           |
| Portugalsko    | 1 – 0  | Severní Irsko | Estádio da Luz, Lisabon diváci: 25 000 rozhodčí: Peter Mikkelsen (Dánsko) |
|                | Report |               | Estádio da Luz, Lisabon diváci: 25 000 rozhodčí: Peter Mikkelsen (Dánsko) |